# Нуммий (денежная единица)
Нуммий, нуммиум, также нуммион (лат. nummus, греч. νοῦμμος) — латинское обозначение, название монет незначительной стоимости, часто медных или бронзовых, бывших в употреблении во времена поздней Римской империи.

## История чеканки
В 294 году во время тетрархии в употребление введена бронзовая монета ок. 20 граммов весом и 30 мм в диаметре. Её официальное название — нуммий (nummus), хотя часто нумизматы её называют «фоллис». Название nummus обычно применяется исключительно к византийским монетам V—VII веков. Это были маленькие, плохо отчеканенные монеты, весом менее 1 грамма. Они были оценены официально на 1 / 7200 золотого солидуса, но обычно их считали в 1 / 6000 или 1 / 12000.
На аверсе нуммуса чеканили профиль императора, а на реверсе — его монограмму. Хотя на нуммусах Юстиниана I (правление 527—565 лет) вместо профиля чеканили только греческую букву «A».
|           | Солид  | Аргентеус | Нуммий | Radiate | Laureate | Денарий |
| --------- | ------ | --------- | ------ | ------- | -------- | ------- |
| Солид     | 1      | 10        | 40     | 200     | 500      | 1000    |
| Аргентеус | 1/10   | 1         | 4      | 20      | 50       | 100     |
| Нуммий    | 1/40   | 1/4       | 1      | 5       | 12 1/2   | 25      |
| Radiate   | 1/200  | 1/20      | 1/5    | 1       | 2 1/2    | 5       |
| Laureate  | 1/500  | 1/50      | 2/25   | 2/5     | 1        | 2       |
| Денарий   | 1/1000 | 1/100     | 1/25   | 1/5     | 1/2      | 1       |